# Aphnaeus zaffra
Aphnaeus zaffra är en fjärilsart som beskrevs av De Nicéville 1890. Aphnaeus zaffra ingår i släktet Aphnaeus och familjen juvelvingar. Inga underarter finns listade i Catalogue of Life.